# コメロ (小惑星)
コメロ (5791 Comello) は小惑星帯の小惑星。パロマー天文台のトム・ゲーレルスとライデン天文台のファン・ハウテン夫妻が発見した。
オランダ人のアマチュア天文家、ゲオルク・コメロに因んで名付けられた。